# Zaal Kvachatadze
Zaal Kvachatadze (en georgiano: ზაალ კვაჭატაძე; Tiflis, URSS, 17 de agosto de 1990) es un deportista georgiano que compitió en boxeo. Ganó dos medallas de bronce en el Campeonato Europeo de Boxeo Aficionado, en los años 2011 y 2015.

## Palmarés internacional
| Campeonato Europeo | Campeonato Europeo | Campeonato Europeo | Campeonato Europeo |
| Año                | Lugar              | Medalla            | Categoría          |
| ------------------ | ------------------ | ------------------ | ------------------ |
| 2011               | Ankara (Turquía)   | Medalla de bronce  | 69 kg              |
| 2015               | Samokov (Bulgaria) | Medalla de bronce  | 75 kg              |